# الأوديسة العراقية
الأوديسة العراقية فيلم وثائقي سويسري من إخراج سمير. يعرض الفيلم قصصا من حياة عائلة المخرج سمير التي فرقتها الهجرة. الفيلم يروي قصص اللجوء والتهجير القصري والمنفى الذي أصاب أجيال من العائلة، حيث يعيش العديد من العراقيين حاليا مهجرين في أنحاء مختلفة من العالم، عدد منهم يعيش في موسكو أو في باريس أو في لندن، وآخرون في أوكلاند في نيوزيلندا أو في مدينة بوفالو بنيويورك الأمريكية. وقد عاش العديد من أقرباء سمير وضعا يعيشه حاليا العديد من اللاجئين الهاربين من أوطانهم.

## روابط خارجية
- الأوديسة العراقية على موقع IMDb (الإنجليزية)
- الأوديسة العراقية على موقع ميتاكريتيك (الإنجليزية)
- الأوديسة العراقية على موقع روتن توميتوز (الإنجليزية)
- الأوديسة العراقية على موقع قاعدة بيانات الأفلام العربية
- الأوديسة العراقية على موقع أول موفي (الإنجليزية)
- الأوديسة العراقية على موقع فيلمافينيتي (الإسبانية)
- الأوديسة العراقية على موقع قاعدة بيانات الفيلم (الإنجليزية)
- الأوديسة العراقية على موقع ليتربوكسد (الإنجليزية)
- الأوديسة العراقية على موقع كينوبويسك (الروسية)